# Julien Alfred
Julien Alfred (Castries, Sveta Lucija, 10. lipnja 2001.) atletičarka je iz Svete Lucije, olimpijska pobjednica na 100 m u Parizu 2024. i svjetska dvoranska prvakinja na 60 metara u Glasgowu 2024. Osvojila je srebro na 200 m na OI Parizu 2024.
Kći Joanne Alfred i pokojnog Juliana Hamiltona, ima tri brata i sestre (Juliana, Daniel i Chad). Nakon pohađanja srednje škole u Svetoj Luciji i srednje škole na Jamajci, pod vodstvom Marion Jones, 2018. upisala je studij na Sveučilištu Texas u Austinu. Na Olimpijskim igrama mladih osvojila je srebrnu medalju u utrci na 100 metara s ukupnim vremenom 23.22.
U svibnju 2022. postavila je rekord 10:81, dok je u lipnju pobijedila na NCAA prvenstvu u Eugeneu na 100 m i u štafeti 4x100 m s sa sveučilišnom ekipom Texas Longhorns te bila druga u štafeti 4x400 m. Mjesec dana kasnije, ponovno na stazi u Hayward Fieldu u Eugeneu na Svjetskom prvenstvu 2022., diskvalificirana je u polufinalu zbog pogrešnog starta.
U kolovozu 2022. osvojila je srebrnu medalju na 100 m na Igrama Commonwealtha, pobijedila je Jamajčanka Elaine Thompson-Herah.
Godine 2024. osvojila je zlatnu medalju u utrci na 60 metara na Svjetskom dvoranskom prvenstvu u Glasgowu.
Na Olimpijskim igrama u Parizu 2024., Julien Alfred postala je prvakinja na 100 m s vremenom 10:72, ispred Amerikanki Richardson i Jefferson, donijevši svojoj zemlji Svetoj Luciji prvu olimpijsku medalju u povijesti.